# Мазур Вікторія Миколаївна
Вікторія Миколаївна Мазур (4 серпня 1946, Могильов — 1 березня 2015, Мінськ) — білоруська актриса, артистка оперети, лірико-драматичне сопрано, солістка Білоруського державного академічного музичного театру, Заслужена артистка Білоруської РСР (1982), Народна артистка Білорусі (1997).

## Біографія
Народилася в Могильові. Її мати — медик, батько — військовий. Закінчила Могилівське музичне училище (відділення хорового диригування), а потім вокальне відділення Білоруської державної консерваторії. Планувала стати оперною співачкою, але, на 4-му курсі консерваторії, подала документи на конкурс театру музкомедії і була прийнята.
З 1970 року — актриса Білоруського державного академічного музичного театру, з року заснування театру, де стала першою примою і пропрацювала понад 30 років. Зіграла більше сорока ролей в оперетах, музичних комедіях, мюзиклах, виступала у численних концертах перед глядачами Білорусі та зарубіжних країн.
Померла 1 березня 2015 року.